# 小行星1588
小行星1588（1588 Descamisada）是一颗绕太阳运转的小行星，为主小行星带小行星。该小行星于1951年6月27日发现。
該小行星以「無領階級」的西班牙語命名，以紀念阿根廷第一夫人伊娃·裴隆。

## 轨道参数
小行星1588的轨道半长轴为3.0297526 UA，离心率为0.070。